# Luigi Silori
Luigi Silori (né le 19 novembre 1921 à Rome, où il est mort le 9 juillet 1983) est un écrivain et critique littéraire italien, animateur d'émissions littéraires et culturelles à la radio et à la télévision.

## Émissions

### Émissions télévisées
- Decimo Migliaio, diffusée de 1954 à 1955 sur Programma Nazionale, ancêtre de la Rai 1
- Uomini e Libri, diffusée de 1958 à 1961 sur Programma Nazionale
- Libri per tutti, diffusée de 1962 à 1963 sur Programma Nazionale
- L'Approdo, diffusée de 1963 à 1965 sur Programma Nazionale
- Segnalibro, diffusée de 1966 à 1968 sur Programma Nazionale
- Sapere, diffusée de 1969 à 1972 sur Programma Nazionale

### Émissions radiophoniques
- Il programmista, diffusée de 1956 à 1967 sur Programma Nazionale
- Dito puntato, diffusée de 1960 à 1965 sur Programma Nazionale
- Punto interrogativo, diffusée de 1967 à 1973 sur Programma Nazionale
- La biennale di Venezia, diffusée en 1976 sur Programma Nazionale